# Санта Марија дела Фоче III (Салерно)
Санта Марија дела Фоче III је насеље у Италији у округу Салерно, региону Кампанија.
Према процени из 2011. у насељу је живело 17 становника. Насеље се налази на надморској висини од 49 м.